# Peter Rawlinson

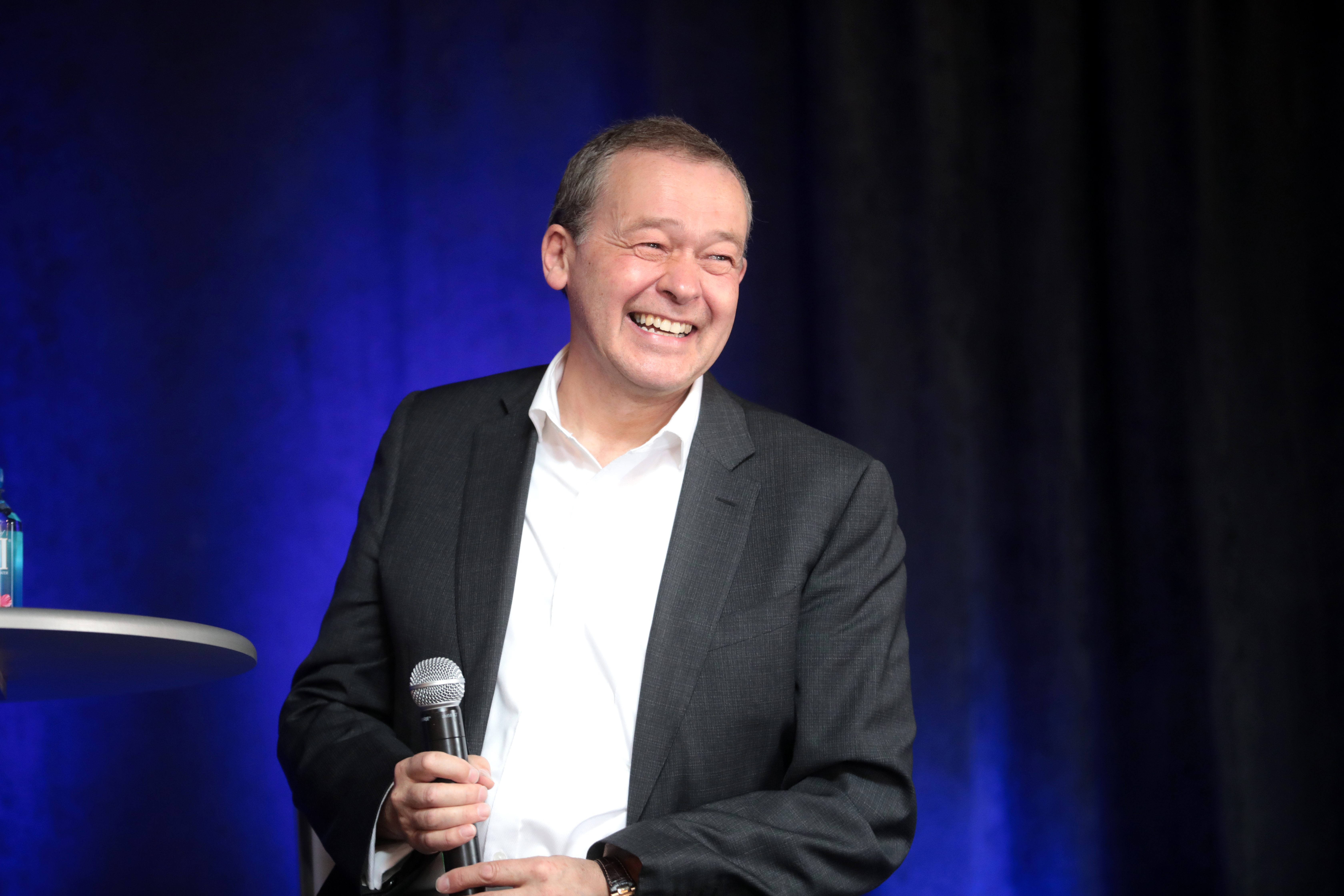
Peter Rawlinson

Peter Rawlinson ist ein britischer Autoingenieur und Manager. Er war Chief Executive Officer (CEO) und Technischer Direktor des Automobilherstellers Lucid Motors, davor arbeitete er als Ingenieur bei Tesla, Inc.

## Laufbahn
Rawlinson kommt aus Wales, besuchte die Cowbridge Grammar School und machte später seinen Abschluss als Ingenieur am Imperial College London. Er hatte mehrere Positionen als Ingenieur in der britischen Automobilindustrie inne, darunter bei Jaguar und Lotus. 2009 ging er zu Tesla, wo er an der Entwicklung des Model S beteiligt war.
Rawlinson kam 2013 als Chief Technology Officer zu Lucid Motors und wurde 2019 zum Chief Executive Officer ernannt. Zusammen mit Derek Jenkins beaufsichtigt er die Entwicklung der Lucid Air, dem ersten Modell des jungen Automobilherstellers. 2021 führte er das Unternehmen an die Börse, mittels Fusion mit einer Zweckgesellschaft.
Am 25. Februar 2025 wurde bekannt gegeben, dass Rawlinson als CEO von Lucid zurücktreten und durch den deutschen Ingenieur Marc Winterhoff ersetzt werden würde.